# 西點 (阿肯色州)
西點（英語：West Point）是一個位於美國阿肯色州懷特縣的城鎮。

## 地理
西點的座標為35°12′19″N 91°36′42″W / 35.20528°N 91.61167°W，而該地的平均海拔高度為62米（即203英尺）。

## 人口
根據2020年美國人口普查的數據，西點的面積為1.11平方千米，皆為陸地。當地共有人口170人，而人口密度為每平方千米153人。